# باربرا مونيوث
باربرا مونيوث (بالإسبانية: Bárbara Muñoz)‏ هي مغنية وكاتبة غنائية تشيلية، ولدت في 13 يونيو 1985 في سانتياغو في تشيلي.

## وصلات خارجية
- باربرا مونيوث على موقع IMDb (الإنجليزية)
- باربرا مونيوث على موقع ميوزك برينز (الإنجليزية)
- باربرا مونيوث على موقع ديسكوغز (الإنجليزية)